# معركة أم دبيكرات
معركة أم دبيكرات وقعت في يوم الجمعة 24 نوفمبر 1899م وهي آخر معارك المهدية ضد الاستعمار البريطاني وكانت من أعظم المعارك وآخرها لأنها جسّدت رفض الهزيمة في معركة كرري وإصرار عبد الله للرجوع إلى أم درمان لمنازلة الغُزاة أعداء الإسلام مرة أخرى مما أزعج هربرت كتشنر كثيرا عندما بلغته هذه الأخبار بعزم الخليفة الرجوع إلى أم درمان.
انتهت هذه المعركة بهزيمة لقوات عبد الله التعايشي وسقوطه شهيداً في أرض المعركة .